# Dwight King
Dwight King, född 5 juli 1989, är en kanadensisk professionell ishockeyspelare som spelar för Montreal Canadiens i NHL. Han har tidigare spelat för Los Angeles Kings.
Han draftades i fjärde rundan i 2007 års draft av Los Angeles Kings som 109:e spelare totalt.